# Threshold (Album)
Threshold (engl. für: „Schwelle“) ist das sechste Studioalbum der schwedischen Power-Metal-Band Hammerfall. In der Bandheimat Schweden stieg das sechste Studioalbum der Gruppe direkt an der Spitze der Albumcharts ein.

## Hintergrund
Die Aufnahmen zum Album gestalteten sich ähnlich derer zum Vorgängeralbum Chapter V. Lediglich das Songwriting wurde von Joacim Cans als „etwas langsamer und etwas mehr harte Arbeit“ bezeichnet.
Bereits Ende September erschien die erste Singleauskopplung Natural High, auf der neben einer Karaoke-Version des Titelstücks auch eine Version von The Fire Burns Forever mit Robert Kronberg, das Musikvideo dazu und eine Liveversion von Raise the Hammer enthalten sind.
Das Album wurde am 18. Oktober 2006 von Nuclear Blast in Schweden und zwei Tage später in Europa veröffentlicht. In Frankreich und Großbritannien erschien Threshold am 23. Oktober 2006, in den USA kam das Album am 31. Oktober 2006 heraus.

## Titelliste
1. Threshold (Oscar Dronjak, Joacim Cans) – 4:45
2. The Fire Burns Forever (Oscar Dronjak, Joacim Cans) – 3:22
3. Rebel Inside (Oscar Dronjak) – 5:34
4. Natural High (Oscar Dronjak, Joacim Cans) – 4:15
5. Dark Wings, Dark Words (Oscar Dronjak, Joacim Cans) – 5:02
6. Howlin' with the 'pac (Oscar Dronjak, Joacim Cans) – 4:06
7. Shadow Empire (Oscar Dronjak, Joacim Cans, Stefan Elmgren) – 5:15
8. Carved in Stone (Oscar Dronjak, Joacim Cans) – 6:12
9. Reign of the Hammer (Stefan Elmgren) – 2:50
10. Genocide (Oscar Dronjak, Joacim Cans, Stefan Elmgren) – 4:43
11. Titan (Oscar Dronjak, Joacim Cans) – 4:24

## Songinfos
The Fire Burns Forever wurde eigentlich speziell zur Promotion der Leichtathletik-Europameisterschaften 2006 in Göteborg geschrieben, hat dann aber trotzdem den Weg auf das Album gefunden. Der Song wurde von der Band zusammen mit dem Hürdenläufer Robert Kronberg auch während der Eröffnungsfeier präsentiert.
Der Song Natural High, der von einem Vampir handelt, war, laut Joacim Cans neben The Fire Burns Forever der einzige Kandidat für eine Singleauskopplung. Er hat zwar nicht den typischen Refrain und die Hookline der früheren Hammerfall-Singles, ist aber trotzdem Up-tempo und „high on energy“. Die Auswahl des Songs soll zeigen, dass die Band zurück ist, aber den Fans auch etwas Neues mitgebracht hat. Das Video zur Single wurde mit einem serbischen Produktionsteam gedreht, das auch bereits mit Blind Guardian zusammengearbeitet hatte. Darin kämpft Hector, der Ritter, der als Maskottchen für Hammerfall fungiert, gegen eine Gruppe von Vampiren. Cans bezeichnet das Video als Hammerfall-Version von Blade. Während der Held im Film jedoch mit einem Schwert Vampire vernichtet, bedient sich Hector eines Hammers.
Howlin’ with the ’pac handelt von einem Abend mit den Freunden, während Genocide das Verschwinden des Heavy Metal in den 1990er Jahren wegen neuer Stilrichtungen wie Grunge thematisiert.
Carved In Stone existierte schon lange Zeit vor dem Album, schaffte es aber nie auf ein vorheriges. Dies gilt auch für Reign Of The Hammer, ein Instrumentalstück, das bereits Mitte der 1990er Jahre von Stefan Elmgren geschrieben worden war. Kurz vor den Aufnahmen zum Album entdeckte er ein Demotape mit dem Song, der nun, in leicht veränderter Form, auf Threshold zu hören ist.